# ヴゼニツァ
ヴゼニツァ（Vuzenica, ドイツ語：Saldenhofen）はスロベニアの市。ドラバ川の渓谷沿いにあるスロベニアでも古くからある町。ヴゼニツァの歴史は1288年にまでさかのぼられる。